# Temporada 2023 del Campeonato de Fórmula 3 de la FIA
La temporada 2023 del Campeonato de Fórmula 3 de la FIA fue la quinta edición de la categoría. Todas las rondas se disputaron como soporte a los Grandes Premios de Fórmula 1.
Tras la clasificación de la ronda final, brasileño Gabriel Bortoleto se proclamó campeón de la categoría en su año como debutante. Mientras que Prema Racing se quedó con el Campeonato de Escuderías.

## Escuderías y pilotos
| Escudería             | N.º | Piloto              | Rondas |
| --------------------- | --- | ------------------- | ------ |
| Prema Racing          | 1   | Paul Aron           | Todas  |
| Prema Racing          | 2   | Dino Beganovic      | Todas  |
| Prema Racing          | 3   | Zak O'Sullivan      | Todas  |
| Trident               | 4   | Leonardo Fornaroli  | Todas  |
| Trident               | 5   | Gabriel Bortoleto   | Todas  |
| Trident               | 6   | Oliver Goethe       | Todas  |
| ART Grand Prix        | 7   | Kaylen Frederick    | Todas  |
| ART Grand Prix        | 8   | Grégoire Saucy      | Todas  |
| ART Grand Prix        | 9   | Nikola Tsolov       | Todas  |
| MP Motorsport         | 10  | Franco Colapinto    | Todas  |
| MP Motorsport         | 11  | Mari Boya           | Todas  |
| MP Motorsport         | 12  | Jonny Edgar         | Todas  |
| Hitech Pulse-Eight    | 14  | Sebastián Montoya   | Todas  |
| Hitech Pulse-Eight    | 15  | Gabriele Minì       | Todas  |
| Hitech Pulse-Eight    | 16  | Luke Browning       | Todas  |
| Van Amersfoort Racing | 17  | Caio Collet         | Todas  |
| Van Amersfoort Racing | 18  | Rafael Villagómez   | Todas  |
| Van Amersfoort Racing | 19  | Tommy Smith         | Todas  |
| Rodin Carlin          | 20  | Oliver Gray         | Todas  |
| Rodin Carlin          | 21  | Hunter Yeany        | 1-5    |
| Rodin Carlin          | 21  | Max Esterson        | 6-7    |
| Rodin Carlin          | 21  | Francesco Simonazzi | 8-9    |
| Rodin Carlin          | 22  | Ido Cohen           | Todas  |
| Campos Racing         | 23  | Pepe Martí          | Todas  |
| Campos Racing         | 24  | Christian Mansell   | Todas  |
| Campos Racing         | 25  | Hugh Barter         | 1-8    |
| Campos Racing         | 25  | Joshua Dufek        | 9      |
| Jenzer Motorsport     | 26  | Nikita Bedrin       | Todas  |
| Jenzer Motorsport     | 27  | Taylor Barnard      | Todas  |
| Jenzer Motorsport     | 28  | Alex García         | Todas  |
| PHM Racing by Charouz | 29  | Sophia Flörsch      | Todas  |
| PHM Racing by Charouz | 30  | Roberto Faria       | Todas  |
| PHM Racing by Charouz | 31  | Piotr Wiśnicki      | 1-4    |
| PHM Racing by Charouz | 31  | McKenzy Cresswell   | 5-6    |
| PHM Racing by Charouz | 31  | Michael Shin        | 7-9    |
| Fuente:               |     |                     |        |

### Cambios de escuderías
- El equipo alemán PHM Racing hizo cooperación con Charouz Racing System bajo el nombre «PHM Racing by Charouz».[5]
- Carlin agregó al fabricante neozelandés de automóviles Rodin Cars como patrocinador principal y pasó a llamarse «Rodin Carlin».[6]
- La compañía Pulse-Eight se unió a Hitech Grand Prix como patrocinador principal, haciendo que el equipo pasara a llamarse «Hitech Pulse-Eight».[7]

### Cambios de pilotos

#### En pretemporada
- Gabriel Bortoleto, proveniente del Campeonato de Fórmula Regional Europea, compitió con el equipo Trident.[8]
- El protegido de Mercedes, Paul Aron, que terminó tercero en la Fórmula Regional Europea 2022, continuó con Prema Racing para su año de debut en la Fórmula 3.[9]
- Dino Beganovic, campeón de la Fórmula Regional Europea 2022, ascendió a la F3 junto a Prema.[10]
- Hitech Grand Prix contó con el debutante italiano Gabriele Minì, que finalizó subcampeón en la Fórmula Regional Europea 2022.[11]
- Grégoire Saucy siguió con ART Grand Prix por segundo año consecutivo.[12]
- MP Motorsport contó con el debutante español Mari Boya.[13]
- Zak O'Sullivan dejó Carlin y fichó por Prema Racing.[14]
- El australiano Christian Mansell disputó la temporada a tiempo completo con Campos Racing.[15]
- Oliver Goethe, campeón de Eurofórmula Open 2022, disputó a tiempo completo la F3 con Trident.[16]
- Leonardo Fornaroli, proveniente del Campeonato de Fórmula Regional Europea, fue nuevo piloto de Trident.[17]
- El campeón de la Fórmula 4 Española 2022 Nikola Tsolov, se unió a ART Grand Prix para esta temporada.[18]
- Hunter Yeany abandonó Campos Racing y pasó a Carlin.[19]
- Kaylen Frederick corrió para ART Grand Prix en su tercer año en la F3.[20]
- Tommy Smith debutó en la F3 con Van Amersfoort Racing.[21]
- Jonny Edgar dejó Trident para unirse a la escudería neerlandesa MP Motorsport en su tercera temporada en la categoría.[22]
- Van Amersfoort Racing contó nuevamente con Rafael Villagómez.[23]
- Franco Colapinto, que es parte de la academia Williams, pasó a MP Motorsport luego de una temporada con Van Amersfoort Racing.[24]
- Caio Collet dejó MP y pasó a VAR.[25]
- Oliver Gray, subcampeón de la Fórmula 4 Británica 2022, ingresó a la F3 con Carlin.[26]
- Hitech Grand Prix anunció al colombiano Sebastián Montoya como su nuevo piloto.[27]
- Hugh Barter, subcampeón de la F4 Española y de la F4 Francesa, corrió en la Fórmula 3 con Campos Racing.[28]
- Jenzer Motorsport contó con el debutante mexicano Alex García.[29] Nikita Bedrin y Taylor Barnard, pilotos provenientes de la Fórmula 4, lo acompañaron en el equipo.[30][31]
- Pepe Martí tuvo su segundo año consecutivo con Campos Racing en la F3.[32]
- Sophia Flörsch volvió a la F3 junto a PHM Racing by Charouz.[33] El piloto Roberto Faria fue su compañero de equipo.[34]
- Ido Cohen volvió con Carlin en su tercer año en la F3.[35]
- Piotr Wiśnicki debutó en la F3 con PHM Racing by Charouz.[36]
- Luke Browning, ganador del Campeonato GB3 2022, completó la alineación de Hitech.[37]

#### En temporada
- El británico McKenzy Cresswell, proveniente del Campeonato GB3, ocupó el asiento número 31 de PHM Racing by Charouz en Spielberg y Silverstone.[38]
- Max Esterson, proveniente del Campeonato GB3, reemplazó a su compatriota Hunter Yeany en Rodin Carlin durante la ronda de Silverstone.[39]
- El surcoreano de 18 años Michael Shin, ocupó el tercer asiento de PHM Racing by Charouz hasta el final de la temporada.[40]
- Francesco Simonazzi, piloto proveniente de Eurofórmula Open, ocupó el asiento número 21 del equipo Carlin en las últimas dos rondas de la temporada.[41]
- Joshua Dufek, piloto proveniente del Campeonato de Fórmula Regional Europea, reemplazó a Hugh Barter en Campos Racing en la última ronda.[42]

## Calendario
| Rondas            | Rondas     | Circuito                                     | País        | Fecha           |
| ----------------- | ---------- | -------------------------------------------- | ----------- | --------------- |
| 1                 | C1         | Circuito Internacional de Baréin, Sakhir     | Baréin      | 4 de marzo      |
| 1                 | C2         | Circuito Internacional de Baréin, Sakhir     | Baréin      | 5 de marzo      |
| 2                 | C1         | Circuito de Albert Park, Melbourne           | Australia   | 1 de abril      |
| 2                 | C2         | Circuito de Albert Park, Melbourne           | Australia   | 2 de abril      |
| 3                 | C1         | Circuito de Mónaco, Montecarlo               | Mónaco      | 27 de mayo      |
| 3                 | C2         | Circuito de Mónaco, Montecarlo               | Mónaco      | 28 de mayo      |
| 4                 | C1         | Circuito de Barcelona-Cataluña, Montmeló     | España      | 3 de junio      |
| 4                 | C2         | Circuito de Barcelona-Cataluña, Montmeló     | España      | 4 de junio      |
| 5                 | C1         | Red Bull Ring, Spielberg                     | Austria     | 1 de julio      |
| 5                 | C2         | Red Bull Ring, Spielberg                     | Austria     | 2 de julio      |
| 6                 | C1         | Circuito de Silverstone, Silverstone         | Reino Unido | 8 de julio      |
| 6                 | C2         | Circuito de Silverstone, Silverstone         | Reino Unido | 9 de julio      |
| 7                 | C1         | Hungaroring, Mogyoród                        | Hungría     | 22 de julio     |
| 7                 | C2         | Hungaroring, Mogyoród                        | Hungría     | 23 de julio     |
| 8                 | C1         | Circuito de Spa-Francorchamps, Francorchamps | Bélgica     | 29 de julio     |
| 8                 | C2         | Circuito de Spa-Francorchamps, Francorchamps | Bélgica     | 30 de julio     |
| 9                 | C1         | Autodromo Nazionale di Monza, Monza          | Italia      | 2 de septiembre |
| 9                 | C2         | Autodromo Nazionale di Monza, Monza          | Italia      | 3 de septiembre |
| NC                | CC         | Circuito da Guia, Macao                      | Macao       | 18 de noviembre |
| NC                | CP         | Circuito da Guia, Macao                      | Macao       | 19 de noviembre |
| Rondas canceladas |            |                                              |             |                 |
|                   | C1         | Autodromo Enzo e Dino Ferrari, Imola         | Italia      | 20 de mayo      |
| C2                | 21 de mayo | Autodromo Enzo e Dino Ferrari, Imola         | Italia      |                 |
| Fuentes:          |            |                                              |             |                 |

### Cambios
- La ronda que iba a disputarse en Imola fue suspendida debido a las fuertes lluvias que cayeron en el circuito los días previos.[45]

## Resultados

### Entrenamientos

#### Pretemporada
| Circuito | Fecha         | Sesión | Mejor clasificado | Mejor clasificado  | Mejor clasificado | Mejor clasificado |
| Circuito | Fecha         | Sesión | Piloto            | Escudería          | Tiempo            | Vueltas           |
| -------- | ------------- | ------ | ----------------- | ------------------ | ----------------- | ----------------- |
| Sakhir   | 14 de febrero | Mañana | Grégoire Saucy    | ART Grand Prix     | 1:49.155          | 9                 |
| Sakhir   | 14 de febrero | Tarde  | Grégoire Saucy    | ART Grand Prix     | 1:47.563          | 28                |
| Sakhir   | 15 de febrero | Mañana | Grégoire Saucy    | ART Grand Prix     | 1:46.642          | 35                |
| Sakhir   | 15 de febrero | Tarde  | Gabriele Minì     | Hitech Pulse-Eight | 1:48.175          | 29                |
| Sakhir   | 16 de febrero | Mañana | Gabriel Bortoleto | Trident            | 1:47.417          | 53                |

#### Postemporada
| N.º | Circuito             | Fecha         | Sesión | Mejor clasificado    | Mejor clasificado  | Mejor clasificado | Mejor clasificado |
| N.º | Circuito             | Fecha         | Sesión | Piloto               | Escudería          | Tiempo            | Vueltas           |
| --- | -------------------- | ------------- | ------ | -------------------- | ------------------ | ----------------- | ----------------- |
| 1.º | Jerez de la Frontera | 5 de octubre  | Mañana | Oliver Goethe        | Campos Racing      | 1:30.814          | 23                |
| 1.º | Jerez de la Frontera | 5 de octubre  | Tarde  | Gabriele Minì        | PREMA Racing       | 1:31.360          | 26                |
| 1.º | Jerez de la Frontera | 6 de octubre  | Mañana | Dino Beganovic       | PREMA Racing       | 1:29.900          | 28                |
| 1.º | Jerez de la Frontera | 6 de octubre  | Tarde  | Martinius Stenshorne | Hitech Pulse-Eight | 1:31.717          | 40                |
| 2.º | Barcelona            | 10 de octubre | Mañana | Luke Browning        | Hitech Pulse-Eight | 1:27.055          | 33                |
| 2.º | Barcelona            | 10 de octubre | Tarde  | Gabriele Minì        | PREMA Racing       | 1:28.368          | 24                |
| 2.º | Barcelona            | 11 de octubre | Mañana | Oliver Goethe        | Campos Racing      | 1:26.675          | 31                |
| 2.º | Barcelona            | 11 de octubre | Tarde  | Dino Beganovic       | PREMA Racing       | 1:28.553          | 65                |
| 3.º | Imola                | 23 de octubre | Mañana | Dino Beganovic       | PREMA Racing       | 1:30.946          | 21                |
| 3.º | Imola                | 23 de octubre | Tarde  | Gabriele Minì        | PREMA Racing       | 1:30.225          | 44                |
| 3.º | Imola                | 24 de octubre | Mañana | Gabriele Minì        | PREMA Racing       | 1:30.679          | 26                |
| 3.º | Imola                | 24 de octubre | Tarde  | Alex Dunne           | Hitech Pulse-Eight | 1:39.730          | 31                |

### Temporada
| Ronda | Ronda | Ronda             | Pole Position      | Vuelta rápida      | Piloto ganador    | Escudería ganadora    | Resultados |
| ----- | ----- | ----------------- | ------------------ | ------------------ | ----------------- | --------------------- | ---------- |
| 1     | 1     | Sakhir            |                    | Pepe Martí         | Pepe Martí        | Campos Racing         | Resultados |
| 1     | 2     | Sakhir            | Gabriele Minì      | Gabriel Bortoleto  | Gabriel Bortoleto | Trident               | Resultados |
| 2     | 1     | Melbourne         |                    | Christian Mansell  | Zak O'Sullivan    | Prema Racing          | Resultados |
| 2     | 2     | Melbourne         | Gabriel Bortoleto  | Grégoire Saucy     | Gabriel Bortoleto | Trident               | Resultados |
| 3     | 1     | Montecarlo        |                    | Sebastián Montoya  | Pepe Martí        | Campos Racing         | Resultados |
| 3     | 2     | Montecarlo        | Gabriele Minì      | Gabriele Minì      | Gabriele Minì     | Hitech Pulse-Eight    | Resultados |
| 4     | 1     | Barcelona         |                    | Zak O'Sullivan     | Zak O'Sullivan    | Prema Racing          | Resultados |
| 4     | 2     | Barcelona         | Pepe Martí         | Pepe Martí         | Pepe Martí        | Campos Racing         | Resultados |
| 5     | 1     | Spielberg         |                    | Paul Aron          | Paul Aron         | Prema Racing          | Resultados |
| 5     | 2     | Spielberg         | Grégoire Saucy     | Dino Beganovic     | Zak O'Sullivan    | Prema Racing          | Resultados |
| 6     | 1     | Silverstone       |                    | Leonardo Fornaroli | Franco Colapinto  | MP Motorsport         | Resultados |
| 6     | 2     | Silverstone       | Leonardo Fornaroli | Pepe Martí         | Oliver Goethe     | Trident               | Resultados |
| 7     | 1     | Budapest          |                    | Gabriel Bortoleto  | Gabriele Minì     | Hitech Pulse-Eight    | Resultados |
| 7     | 2     | Budapest          | Zak O'Sullivan     | Zak O'Sullivan     | Zak O'Sullivan    | Prema Racing          | Resultados |
| 8     | 1     | Spa-Francorchamps |                    | Caio Collet        | Caio Collet       | Van Amersfoort Racing | Resultados |
| 8     | 2     | Spa-Francorchamps | Pepe Martí         | Pepe Martí         | Taylor Barnard    | Jenzer Motorsport     | Resultados |
| 9     | 1     | Monza             |                    | Oliver Goethe      | Franco Colapinto  | MP Motorsport         | Resultados |
| 9     | 2     | Monza             | Oliver Goethe      | Gabriel Bortoleto  | Jonny Edgar       | MP Motorsport         | Resultados |
| NC    | C     | Macao             | Luke Browning      | Luke Browning      | Luke Browning     | Hitech Pulse-Eight    | Resultados |
| NC    | P     | Macao             | Luke Browning      | Luke Browning      | Luke Browning     | Hitech Pulse-Eight    | Resultados |

## Clasificaciones

### Sistema de puntuación
Puntos de carrera 1
| Posición | 1.º | 2.º | 3.º | 4.º | 5.º | 6.º | 7.º | 8.º | 9.º | 10.º | VR |
| Puntos   | 10  | 9   | 8   | 7   | 6   | 5   | 4   | 3   | 2   | 1    | 1  |

Puntos de carrera 2
| Posición | 1.º | 2.º | 3.º | 4.º | 5.º | 6.º | 7.º | 8.º | 9.º | 10.º | Pole | VR |
| Puntos   | 25  | 18  | 15  | 12  | 10  | 8   | 6   | 4   | 2   | 1    | 2    | 1  |

### Campeonato de Pilotos
| Pos. | Piloto              | SAK | SAK | MEL | MEL | MON | MON | BAR | BAR | SPI | SPI | SIL | SIL | BUD | BUD | SPA | SPA | MNZ | MNZ | Puntos |
| ---- | ------------------- | --- | --- | --- | --- | --- | --- | --- | --- | --- | --- | --- | --- | --- | --- | --- | --- | --- | --- | ------ |
| 1    | Gabriel Bortoleto   | 19  | 1   | 6   | 1   | 6   | 5   | 4   | 4   | 10  | 2   | 2   | 6   | 2   | 7   | Ret | 11  | 2   | 5   | 164    |
| 2    | Zak O'Sullivan      | 12  | 11  | 1   | 5   | 13  | 7   | 1   | 8   | 4   | 1   | 16  | 18  | 22  | 1   | 15  | 12  | 11  | 2   | 119    |
| 3    | Paul Aron           | 5   | 12  | 3   | 6   | 10  | 3   | 5   | 5   | 1   | 25  | 12  | 4   | 4   | 5   | 3   | 8   | Ret | 7   | 112    |
| 4    | Franco Colapinto    | 2   | 10  | DSQ | Ret | 4   | 6   | 6   | 2   | 13  | 4   | 1   | 8   | 7   | 3   | 5   | 10  | 1   | Ret | 110    |
| 5    | Pepe Martí          | 1   | 6   | 13  | 7   | 1   | 9   | 8   | 1   | 6   | 9   | 10  | 3   | 20  | 6   | Ret | 9   | Ret | Ret | 105    |
| 6    | Dino Beganovic      | 4   | 3   | 5   | 13  | 12  | 2   | Ret | 3   | 8   | 5   | 13  | 14  | 10  | 2   | 22  | 16  | 13  | 9   | 96     |
| 7    | Gabriele Minì       | 17  | 8   | 4   | 3   | 11  | 1   | 20  | 14  | 2   | Ret | 5   | 7   | 1   | 16  | Ret | DNS | 6   | 19  | 92     |
| 8    | Oliver Goethe       | 6   | 2   | Ret | 22  | 17  | 13  | 11  | 16  | 26  | 11  | 17  | 1   | 5   | 4   | Ret | Ret | 5   | Ret | 75     |
| 9    | Caio Collet         | 3   | 14  | 21  | 16  | 9   | Ret | 17  | 12  | 3   | 3   | 4   | 15  | 23  | 19  | 1   | 5   | 19  | 4   | 73     |
| 10   | Taylor Barnard      | 14  | 16  | 12  | 9   | 5   | 8   | 9   | 9   | 27  | 12  | 30  | 21  | 11  | 14  | 2   | 1   | 4   | 3   | 72     |
| 11   | Leonardo Fornaroli  | 8   | 27  | 7   | 4   | 2   | 24  | 3   | NC  | 15  | 10  | 7   | 2   | 13  | 9   | 9   | 14  | 8   | 15  | 69     |
| 12   | Christian Mansell   | 13  | 13  | 9   | 10  | 20  | 17  | Ret | 10  | 14  | 7   | 3   | 5   | 6   | 11  | 19  | 2   | 7   | 8   | 60     |
| 13   | Jonny Edgar         | 9   | 23  | DSQ | 11  | Ret | 14  | 12  | 15  | 5   | 6   | 28  | NC  | 8   | 8   | 4   | 19  | Ret | 1   | 55     |
| 14   | Grégoire Saucy      | 7   | 4   | 8   | 2   | 3   | 10  | 23  | 27  | 20  | 27  | 21  | 9   | 9   | 15  | 10  | 20  | 22  | Ret | 54     |
| 15   | Luke Browning       | Ret | 5   | 17  | 8   | 8   | 4   | 2   | Ret | 11  | 22  | 14  | Ret | 16  | 12  | 8   | 23  | DSQ | 18  | 41     |
| 16   | Sebastián Montoya   | 10  | 9   | 2   | Ret | 7   | DSQ | 26  | 7   | 9   | 20  | 8   | 10  | Ret | 24  | Ret | 6   | 12  | Ret | 37     |
| 17   | Mari Boya           | 15  | Ret | DSQ | Ret | Ret | 18  | 7   | 6   | 12  | 24  | 29  | 12  | 21  | 10  | 16  | 13  | 3   | 6   | 29     |
| 18   | Nikita Bedrin       | 16  | 17  | 15  | 23† | 15  | 12  | 10  | 11  | 25  | 13  | 18  | 17  | 3   | 23  | 11  | 3   | 15  | Ret | 24     |
| 19   | Hugh Barter         | 11  | 26  | 19  | 15  | 25  | 26  | 19  | 13  | 22  | 8   | 6   | 13  | 25  | 13  | 6   | 22  |     |     | 14     |
| 20   | Alex García         | 27  | 29† | Ret | 20  | 26  | 21  | 22  | 22  | Ret | 23  | 11  | 26  | 27† | 26  | 18  | 4   | 17  | 21  | 12     |
| 21   | Kaylen Frederick    | 28  | 7   | 10  | Ret | 24  | 25  | 14  | 17  | 7   | 26  | 22  | 19  | 12  | Ret | 13  | 15  | 20  | Ret | 11     |
| 22   | Nikola Tsolov       | 26  | 15  | 11  | 21  | 24  | 11  | 13  | 19  | 16  | 16  | 15  | 11  | Ret | 25  | 7   | 17  | 9   | 12  | 6      |
| 23   | Sophia Flörsch      | 22  | 20  | 16  | 18  | 23  | 23  | 21  | 20  | 18  | DSQ | 19  | 23  | 15  | 18  | 12  | 7   | 16  | 13  | 6      |
| 24   | Ido Cohen           | 18  | 18  | Ret | Ret | 19  | Ret | Ret | 26  | 17  | Ret | 9   | 24  | Ret | 22  | Ret | Ret | 21  | Ret | 2      |
| 25   | Rafael Villagómez   | Ret | 19  | 14  | 19  | 16  | 16  | 27  | 25  | Ret | 15  | 20  | 16  | 17  | 17  | 23  | 21  | 10  | 10  | 2      |
| 26   | Francesco Simonazzi |     |     |     |     |     |     |     |     |     |     |     |     |     |     | 14  | 24  | 18  | 11  | 0      |
| 27   | Tommy Smith         | 23  | 28† | Ret | 12  | 21  | 15  | 18  | 23  | 21  | 18  | 26  | 25  | 24  | 29  | 24  | 18  | Ret | 20  | 0      |
| 28   | Oliver Gray         | 21  | 21  | 20  | 14  | 22  | 19  | 15  | 18  | Ret | 14  | 25  | 20  | 14  | 27  | 20  | Ret | Ret | 16  | 0      |
| 29   | Joshua Dufek        |     |     |     |     |     |     |     |     |     |     |     |     |     |     |     |     | 14  | 14  | 0      |
| 30   | Hunter Yeany        | 20  | 22  | 22  | 17  | 27  | 20  | 16  | Ret | 19  | 21  |     |     |     |     |     |     |     |     | 0      |
| 31   | Roberto Faria       | 24  | 25  | 18  | Ret | Ret | 27  | 25  | 24  | 24  | 19  | 27  | Ret | 19  | 20  | 17  | Ret | NC  | 22† | 0      |
| 32   | Michael Shin        |     |     |     |     |     |     |     |     |     |     |     |     | 26  | 28  | 21  | 25  | Ret | 17  | 0      |
| 33   | McKenzy Cresswell   |     |     |     |     |     |     |     |     | 23  | 17  | 23  | 22  |     |     |     |     |     |     | 0      |
| 34   | Piotr Wiśnicki      | 25  | 24  | 23  | Ret | 18  | 22  | 24  | 21  |     |     |     |     |     |     |     |     |     |     | 0      |
| 35   | Max Esterson        |     |     |     |     |     |     |     |     |     |     | 24  | Ret | 18  | 21  |     |     |     |     | 0      |
| Pos. | Piloto              | SAK | SAK | MEL | MEL | MON | MON | BAR | BAR | SPI | SPI | SIL | SIL | BUD | BUD | SPA | SPA | MNZ | MNZ | Puntos |

| Color     | Resultado              |
| --------- | ---------------------- |
| Oro       | Ganador                |
| Plata     | 2.ª plaza              |
| Bronce    | 3.ª plaza              |
| Verde     | Finalizó en los puntos |
| Azul      | Finalizó sin puntos    |
| Azul      | NC - No clasificado    |
| Violeta   | Ret - No terminó       |
| Rojo      | DNQ - No se clasificó  |
| Negro     | DSQ - Descalificado    |
| Blanco    | DNS - No empezó        |
| Blanco    | WD - Retirado          |
| Blanco    | C - Carrera cancelada  |
| Sin color | DNP - No participó     |
| Sin color | INJ - Lesionado        |
| Sin color | EX - Excluido          |

| Estado  | Resultado |
| ------- | --- |
| Negrita | Pole position |
| Cursiva | Vuelta rápida puntuable, el piloto cumplió los requisitos para ser bonificado con uno o más puntos por lograr la vuelta rápida |
| †       | Abandona, pero clasifica al completar el porcentaje requerido para ello                                                        |

Fuente: Fórmula 3.

### Campeonato de Escuderías
| Pos. | Escudería             | N.º | SAK | SAK | MEL | MEL | MON | MON | BAR | BAR | SPI | SPI | SIL | SIL | BUD | BUD | SPA | SPA | MNZ | MNZ | Puntos |
| ---- | --------------------- | --- | --- | --- | --- | --- | --- | --- | --- | --- | --- | --- | --- | --- | --- | --- | --- | --- | --- | --- | ------ |
| 1    | Prema Racing          | 1   | 5   | 12  | 3   | 6   | 10  | 3   | 5   | 5   | 1   | 25  | 12  | 4   | 4   | 5   | 3   | 8   | Ret | 7   | 327    |
| 1    | Prema Racing          | 2   | 4   | 3   | 5   | 13  | 12  | 2   | Ret | 3   | 8   | 5   | 13  | 14  | 10  | 2   | 22  | 16  | 13  | 9   | 327    |
| 1    | Prema Racing          | 3   | 12  | 11  | 1   | 5   | 13  | 7   | 1   | 8   | 4   | 1   | 16  | 18  | 22  | 1   | 15  | 12  | 11  | 2   | 327    |
| 2    | Trident               | 4   | 8   | 27  | 7   | 4   | 2   | 24  | 3   | NC  | 15  | 10  | 7   | 2   | 13  | 9   | 9   | 14  | 8   | 15  | 308    |
| 2    | Trident               | 5   | 19  | 1   | 6   | 1   | 6   | 5   | 4   | 4   | 10  | 2   | 2   | 6   | 2   | 7   | Ret | 11  | 2   | 5   | 308    |
| 2    | Trident               | 6   | 6   | 2   | Ret | 22  | 17  | 13  | 11  | 16  | 26  | 11  | 17  | 1   | 5   | 4   | Ret | Ret | 5   | Ret | 308    |
| 3    | MP Motorsport         | 10  | 2   | 10  | DSQ | Ret | 4   | 6   | 6   | 2   | 13  | 4   | 1   | 8   | 7   | 3   | 5   | 10  | 1   | Ret | 194    |
| 3    | MP Motorsport         | 11  | 15  | Ret | DSQ | Ret | Ret | 18  | 7   | 6   | 12  | 24  | 29  | 12  | 21  | 10  | 16  | 13  | 3   | 6   | 194    |
| 3    | MP Motorsport         | 12  | 9   | 23  | DSQ | 11  | Ret | 14  | 12  | 15  | 5   | 6   | 28  | NC  | 8   | 8   | 4   | 19  | Ret | 1   | 194    |
| 4    | Campos Racing         | 23  | 1   | 6   | 13  | 7   | 1   | 9   | 8   | 1   | 6   | 9   | 10  | 3   | 20  | 6   | Ret | 9   | Ret | Ret | 179    |
| 4    | Campos Racing         | 24  | 13  | 13  | 9   | 10  | 20  | 17  | Ret | 10  | 14  | 7   | 3   | 5   | 6   | 11  | 19  | 2   | 7   | 8   | 179    |
| 4    | Campos Racing         | 25  | 11  | 26  | 19  | 15  | 25  | 26  | 19  | 13  | 22  | 8   | 6   | 13  | 25  | 13  | 6   | 22  | 14  | 14  | 179    |
| 5    | Hitech Pulse-Eight    | 14  | 10  | 9   | 2   | Ret | 7   | DSQ | 26  | 7   | 9   | 20  | 8   | 10  | Ret | 24  | Ret | 6   | 12  | Ret | 170    |
| 5    | Hitech Pulse-Eight    | 15  | 17  | 8   | 4   | 3   | 11  | 1   | 20  | 14  | 2   | Ret | 5   | 7   | 1   | 16  | Ret | DNS | 6   | 19  | 170    |
| 5    | Hitech Pulse-Eight    | 16  | Ret | 5   | 17  | 8   | 8   | 4   | 2   | Ret | 11  | 22  | 14  | Ret | 16  | 12  | 8   | 23  | DSQ | 18  | 170    |
| 6    | Jenzer Motorsport     | 26  | 16  | 17  | 15  | 23† | 15  | 12  | 10  | 11  | 25  | 13  | 18  | 17  | 3   | 23  | 11  | 3   | 15  | Ret | 108    |
| 6    | Jenzer Motorsport     | 27  | 14  | 16  | 12  | 9   | 5   | 8   | 9   | 9   | 27  | 12  | 30  | 21  | 11  | 14  | 2   | 1   | 4   | 3   | 108    |
| 6    | Jenzer Motorsport     | 28  | 27  | 29† | Ret | 20  | 26  | 21  | 22  | 22  | Ret | 23  | 11  | 26  | 27† | 26  | 18  | 4   | 17  | 21  | 108    |
| 7    | Van Amersfoort Racing | 17  | 3   | 14  | 21  | 16  | 9   | Ret | 17  | 12  | 3   | 3   | 4   | 15  | 23  | 19  | 1   | 5   | 19  | 4   | 75     |
| 7    | Van Amersfoort Racing | 18  | Ret | 19  | 14  | 19  | 16  | 16  | 27  | 25  | Ret | 15  | 20  | 16  | 17  | 17  | 23  | 21  | 10  | 10  | 75     |
| 7    | Van Amersfoort Racing | 19  | 23  | 28† | Ret | 12  | 21  | 15  | 18  | 23  | 21  | 18  | 26  | 25  | 24  | 29  | 24  | 18  | Ret | 20  | 75     |
| 8    | ART Grand Prix        | 7   | 28  | 7   | 10  | Ret | 24  | 25  | 14  | 17  | 7   | 26  | 22  | 19  | 12  | Ret | 13  | 15  | 20  | Ret | 71     |
| 8    | ART Grand Prix        | 8   | 7   | 4   | 8   | 2   | 3   | 10  | 23  | 27  | 20  | 27  | 21  | 9   | 9   | 15  | 10  | 20  | 22  | Ret | 71     |
| 8    | ART Grand Prix        | 9   | 26  | 15  | 11  | 21  | 24  | 11  | 13  | 19  | 16  | 16  | 15  | 11  | Ret | 25  | 7   | 17  | 9   | 12  | 71     |
| 9    | PHM Racing by Charouz | 29  | 22  | 20  | 16  | 18  | 23  | 23  | 21  | 20  | 18  | DSQ | 19  | 23  | 15  | 18  | 12  | 7   | 16  | 13  | 6      |
| 9    | PHM Racing by Charouz | 30  | 24  | 25  | 18  | Ret | Ret | 27  | 25  | 24  | 24  | 19  | 27  | Ret | 19  | 20  | 17  | Ret | NC  | 22† | 6      |
| 9    | PHM Racing by Charouz | 31  | 25  | 24  | 23  | Ret | 18  | 22  | 24  | 21  | 23  | 17  | 23  | 22  | 26  | 28  | 21  | 25  | Ret | 17  | 6      |
| 10   | Rodin Carlin          | 20  | 21  | 21  | 20  | 14  | 22  | 19  | 15  | 18  | Ret | 14  | 25  | 20  | 14  | 27  | 20  | Ret | Ret | 16  | 2      |
| 10   | Rodin Carlin          | 21  | 20  | 22  | 22  | 17  | 27  | 20  | 16  | Ret | 19  | 21  | 24  | Ret | 18  | 21  | 14  | 24  | 18  | 11  | 2      |
| 10   | Rodin Carlin          | 22  | 18  | 18  | Ret | Ret | 19  | Ret | Ret | 26  | 17  | Ret | 9   | 24  | Ret | 22  | Ret | Ret | 21  | Ret | 2      |
| Pos. | Escudería             | N.º | SAK | SAK | MEL | MEL | MON | MON | BAR | BAR | SPI | SPI | SIL | SIL | BUD | BUD | SPA | SPA | MNZ | MNZ | Puntos |

| Color     | Resultado              |
| --------- | ---------------------- |
| Oro       | Ganador                |
| Plata     | 2.ª plaza              |
| Bronce    | 3.ª plaza              |
| Verde     | Finalizó en los puntos |
| Azul      | Finalizó sin puntos    |
| Azul      | NC - No clasificado    |
| Violeta   | Ret - No terminó       |
| Rojo      | DNQ - No se clasificó  |
| Negro     | DSQ - Descalificado    |
| Blanco    | DNS - No empezó        |
| Blanco    | WD - Retirado          |
| Blanco    | C - Carrera cancelada  |
| Sin color | DNP - No participó     |
| Sin color | INJ - Lesionado        |
| Sin color | EX - Excluido          |

| Estado  | Resultado |
| ------- | --- |
| Negrita | Pole position |
| Cursiva | Vuelta rápida puntuable, el piloto cumplió los requisitos para ser bonificado con uno o más puntos por lograr la vuelta rápida |
| †       | Abandona, pero clasifica al completar el porcentaje requerido para ello                                                        |

Fuente: Fórmula 3.

### Citas
1. ↑  «F3 Monza: Bortoleto gana el título 2023 en la clasificación». lat.motorsport.com. Motorsport Network. 1 de septiembre de 2023. Consultado el 1 de septiembre de 2023.
2. ↑  «F3 Monza: Prema, campeón por equipos en la primera victoria de Edgar». es.motorsport.com. Motorsport Network. 3 de septiembre de 2023. Consultado el 3 de septiembre de 2023.
3. ↑  «Christian Mansell». Fórmula 3 (en inglés). Formula Motorsport Limited. Consultado el 23 de julio de 2023.
4. ↑  «TEAMS & DRIVERS Formula 3 2023». Fórmula 3 (en inglés). Formula Motorsport Limited. Consultado el 6 de enero de 2023.
5. ↑  «PHM Racing take over Charouz Racing System’s FIA Formula 2 and FIA Formula 3 entries». Fórmula 3 (en inglés). Formula Motorsport Limited. 28 de noviembre de 2022. Consultado el 28 de noviembre de 2022.
6. ↑  «LEADING RACE TEAM CARLIN TO BECOME RODIN CARLIN». Carlin (en inglés). 25 de enero de 2023. Consultado el 25 de enero de 2023.
7. ↑  «Hitech Pulse-Eight». Fórmula 3 (en inglés). Formula Motorsport Limited. Consultado el 7 de febrero de 2023.
8. ↑  «Bortoleto graduates to Formula 3 with Trident for 2023 season». Fórmula 3 (en inglés). Formula Motorsport Limited. 26 de septiembre de 2022. Consultado el 26 de septiembre de 2022.
9. ↑  «Paul Aron to drive for PREMA Racing in 2023». Fórmula 3 (en inglés). Formula Motorsport Limited. 6 de octubre de 2022. Consultado el 6 de octubre de 2022.
10. ↑  «PREMA Racing recruit Ferrari junior Beganovic for 2023». Fórmula 3 (en inglés). Formula Motorsport Limited. 26 de octubre de 2022. Consultado el 26 de octubre de 2022.
11. ↑  «Hitech Grand Prix confirms Gabriele Mini for 2023 FIA Formula 3 season». Fórmula 3 (en inglés). Formula Motorsport Limited. 3 de noviembre de 2022. Consultado el 3 de noviembre de 2022.
12. ↑  «Grégoire Saucy confirmed at ART Grand Prix for 2023 FIA F3 season». Fórmula 3 (en inglés). Formula Motorsport Limited. 4 de noviembre de 2022. Consultado el 4 de noviembre de 2022.
13. ↑  «MP Motorsport recruit Spanish rookie Boya for 2023». Fórmula 3 (en inglés). Formula Motorsport Limited. 15 de noviembre de 2022. Consultado el 15 de noviembre de 2022.
14. ↑  «O’Sullivan switches to PREMA Racing to complete 2023 roster». Fórmula 3 (en inglés). Formula Motorsport Limited. 16 de noviembre de 2022. Consultado el 16 de noviembre de 2022.
15. ↑  «Campos Racing sign Christian Mansell for 2023 season». Fórmula 3 (en inglés). Formula Motorsport Limited. 28 de noviembre de 2022. Consultado el 28 de noviembre de 2022.
16. ↑  «Oliver Goethe signs with Trident for 2023 Formula 3 season». Fórmula 3 (en inglés). Formula Motorsport Limited. 2 de diciembre de 2022. Consultado el 2 de diciembre de 2022.
17. ↑  «Italian racer Fornaroli completes Trident's 2023 roster». Fórmula 3 (en inglés). Formula Motorsport Limited. 3 de diciembre de 2022. Consultado el 3 de diciembre de 2022.
18. ↑  «Nikola Tsolov joins ART Grand Prix for 2023 season». Fórmula 3 (en inglés). Formula Motorsport Limited. 19 de diciembre de 2022. Consultado el 19 de diciembre de 2022.
19. ↑  «Yeany switches to Carlin for 2023 campaign». Fórmula 3 (en inglés). Formula Motorsport Limited. 19 de diciembre de 2022. Consultado el 19 de diciembre de 2022.
20. ↑  «Frederick moves to ART Grand Prix for 2023». Fórmula 3 (en inglés). Formula Motorsport Limited. 20 de diciembre de 2022. Consultado el 20 de diciembre de 2022.
21. ↑  «Van Amersfoort Racing sign Australian rookie Smith for 2023». Fórmula 3 (en inglés). Formula Motorsport Limited. 22 de diciembre de 2022. Consultado el 22 de diciembre de 2022.
22. ↑  «Edgar moves to MP Motorsport for 2023 season». Fórmula 3 (en inglés). Formula Motorsport Limited. 22 de diciembre de 2022. Consultado el 22 de diciembre de 2022.
23. ↑  «Rafael Villagómez re-signs with Van Amersfoort Racing for 2023». Fórmula 3 (en inglés). Formula Motorsport Limited. 6 de enero de 2023. Consultado el 6 de enero de 2023.
24. ↑  «Colapinto joins Williams Driver Academy and switches to MP Motorsport for second F3 season». Fórmula 3 (en inglés). Formula Motorsport Limited. 9 de enero de 2023. Consultado el 9 de enero de 2023.
25. ↑  «Collet completes Van Amersfoort Racing’s 2023 line-up». Fórmula 3 (en inglés). Formula Motorsport Limited. 9 de enero de 2023. Consultado el 9 de enero de 2023.
26. ↑  «Carlin recruit Williams junior Gray for 2023 season». Fórmula 3 (en inglés). Formula Motorsport Limited. 16 de enero de 2023. Consultado el 16 de enero de 2023.
27. ↑  «Hitech Grand Prix confirms Sebastián Montoya for 2023 season». Fórmula 3 (en inglés). Formula Motorsport Limited. 18 de enero de 2023. Consultado el 18 de enero de 2023.
28. ↑  «Campos Racing signs Hugh Barter for 2023 season». Fórmula 3 (en inglés). Formula Motorsport Limited. 20 de enero de 2023. Consultado el 20 de enero de 2023.
29. ↑  «Jenzer Motorsport signs Alejandro Garcia for 2023 campaign». Fórmula 3 (en inglés). Formula Motorsport Limited. 27 de enero de 2023. Consultado el 27 de enero de 2023.
30. ↑  «Jenzer Motorsport add rookie Nikita Bedrin to 2023 line-up». Fórmula 3 (en inglés). Formula Motorsport Limited. 30 de enero de 2023. Consultado el 30 de enero de 2023.
31. ↑  «Barnard completes Jenzer Motorsport’s 2023 roster». Fórmula 3 (en inglés). Formula Motorsport Limited. 31 de enero de 2023. Consultado el 31 de enero de 2023.
32. ↑  «Campos finalises F3 line-up with Josep Maria Martí». Fórmula 3 (en inglés). Formula Motorsport Limited. 9 de febrero de 2023. Consultado el 9 de febrero de 2023.
33. ↑  «Sophia Flörsch returns to F3 with PHM Racing by Charouz». Fórmula 3 (en inglés). Formula Motorsport Limited. 9 de febrero de 2023. Consultado el 9 de febrero de 2023.
34. ↑  «PHM Racing by Charouz recruit Brazilian rookie Faria for 2023 campaign». Fórmula 3 (en inglés). Formula Motorsport Limited. 10 de febrero de 2023. Consultado el 10 de febrero de 2023.
35. ↑  «Ido Cohen returns to Rodin Carlin for 2023 season». Fórmula 3 (en inglés). Formula Motorsport Limited. 10 de febrero de 2023. Consultado el 10 de febrero de 2023.
36. ↑  «Piotr Wiśnicki completes PHM Racing by Charouz’s line-up for 2023». Fórmula 3 (en inglés). Formula Motorsport Limited. 10 de febrero de 2023. Consultado el 10 de febrero de 2023.
37. ↑  «Luke Browning makes F3 step with Hitech Pulse-Eight». Fórmula 3 (en inglés). Formula Motorsport Limited. 1 de marzo de 2023. Consultado el 1 de marzo de 2023.
38. ↑  «PHM Racing by Charouz confirms McKenzy Cresswell for Spielberg and Silverstone». Fórmula 3 (en inglés). Formula Motorsport Limited. 27 de junio de 2023. Consultado el 28 de junio de 2023.
39. ↑  «Rodin Carlin confirms Max Esterson for Silverstone and Budapest». Fórmula 3 (en inglés). Formula Motorsport Limited. 5 de julio de 2023. Consultado el 5 de julio de 2023.
40. ↑  «PHM Racing by Charouz confirms Woohyun Shin for remainder of 2023 F3 season». Fórmula 3 (en inglés). Formula Motorsport Limited. 17 de julio de 2023. Consultado el 17 de julio de 2023.
41. ↑  «Rodin Carlin confirms Francesco Simonazzi for remainder of the 2023 F3 season». Fórmula 3 (en inglés). Formula Motorsport Limited. 26 de julio de 2023. Consultado el 26 de julio de 2023.
42. ↑  «Campos Racing confirms Joshua Dufek for Monza». Fórmula 3 (en inglés). Formula Motorsport Limited. 29 de agosto de 2023. Consultado el 29 de agosto de 2023.
43. ↑  «2023 FIA Formula 3 Championship calendar announced». FIAFormula3® - The Official F3® Website (en inglés). Consultado el 1 de noviembre de 2022.
44. ↑  Wood, Ida (5 de junio de 2023). «Formula 3 confirmed to return to Macau for this year’s grand prix». FormulaScout.com (en inglés). Consultado el 26 de octubre de 2023.
45. ↑  «Update on Imola race weekend». Fórmula 3 (en inglés). Formula Motorsport Limited. 17 de mayo de 2023. Consultado el 17 de mayo de 2023.
46. ↑  «Grégoire Saucy tops Day 1 of pre-season testing». Fórmula 3 (en inglés). Formula Motorsport Limited. 14 de febrero de 2023. Consultado el 14 de febrero de 2023.
47. ↑  «Saucy and Miní fastest on second day of pre-season testing in Sakhir». Fórmula 3 (en inglés). Formula Motorsport Limited. 15 de febrero de 2023. Consultado el 15 de febrero de 2023.
48. ↑  «Bortoleto fastest on final day of testing for Trident». Fórmula 3 (en inglés). Formula Motorsport Limited. 16 de febrero de 2023. Consultado el 16 de febrero de 2023.
49. ↑  «Goethe ends Day 1 fastest after topping morning Jerez session». Fórmula 3 (en inglés). Formula Motorsport Limited. 5 de octubre de 2023. Consultado el 5 de octubre de 2023.
50. ↑  «Beganovic fastest for PREMA Racing on final day of Jerez post-season test». Fórmula 3 (en inglés). Formula Motorsport Limited. 6 de octubre de 2023. Consultado el 6 de octubre de 2023.
51. ↑  «Browning tops Day 1 of post-season testing in Barcelona». Fórmula 3 (en inglés). Formula Motorsport Limited. 10 de octubre de 2023. Consultado el 10 de octubre de 2023.
52. ↑  «Goethe leads the way for Campos Racing on final day of Barcelona post-season testing». Fórmula 3 (en inglés). Formula Motorsport Limited. 11 de octubre de 2023. Consultado el 11 de octubre de 2023.
53. ↑  «Minì heads the field on opening day of Imola post-season test». Fórmula 3 (en inglés). Formula Motorsport Limited. 23 de octubre de 2023. Consultado el 23 de octubre de 2023.
54. ↑  «Minì quickest once again on final day of post-season testing in Imola». Fórmula 3 (en inglés). Formula Motorsport Limited. 24 de octubre de 2023. Consultado el 24 de octubre de 2023.
55. ↑  «Driver Standings for the FIA Formula 3 2023 Championship». Fórmula 3 (en inglés). Formula Motorsport Limited. Consultado el 3 de marzo de 2023.
56. ↑  «Team Standings for the FIA Formula 3 2023 Championship». Fórmula 3 (en inglés). Formula Motorsport Limited. Consultado el 3 de marzo de 2023.